# رشته‌کوه چیکوکون
رشته‌کوه چیکوکون (روسی: Чикоконский хребет) یکی از کوه‌های سیبری جنوبی در سرزمین زابایکالسکی ناحیه فدرالی خاور دور کشور روسیه است.